# Julia Mélida
Julia Mélida y Labaig (n. 22 de mayo de 1887 en Madrid-f. 27 de mayo de 1968 en Madrid), fue una escritora española, autora de unas veinte novelas, principalmente rosas, y dos biografías entre 1929 y 1956. Fue hija del arquitecto Arturo Mélida, y sobrina del pintor Enrique Mélida y del arqueólogo José Ramón Mélida

## Biografía
Julia Mélida y Labaig o Laboig nació el 22 de mayo de 1887 en Madrid, Comunidad de Madrid, España, la menor de los 9 hijos de Arturo Mélida y Alinari y de Carmen Labaig Leonés. Sus padres se habían casado el 7 de mayo de 1873. Proviene de una familia ilustrada madrileña, donde su padre junto a sus dos hermanos brillaron con luz propia en el mundo científico y literario de principios del siglo XX. Donó correspondencia de su padre al Ateneo de Madrid. Julia Mélida falleció el 27 de mayo de 1968 en Madrid.

### Novelas independientes
- Marquesita y modistilla	(1929)
- La entrega del Real Despacho	(1930)
- No está escrito	(1930)
- La cumbre escalada	(1931)
- La victoria de los vencidos	(1933)
- El fin de un escéptico	(1935)
- El sobrino de Isabel	(1935)
- La inútil riqueza	(1936)
- Las zarzas del camino	(1936)
- La señorita Quimera	(1941)
- Camino	(1942)
- Me quedo para siempre	(1942)
- Dos idilios	(1943)
- Las rosas volvieron a oír	(1943)
- Luz de aurora	(1944)
- El rostro del Emperador	(1945)
- La cátedra de Quintina	(1950)
- Un viaje estupendo	(1953)
- El tesoro de la selva	(1956)
- Dos hermanos

### Biografías
- Biografía del Buen Retiro	(1946)
- Biografía de Lhardy	(1947)